# Francesco Zappa
Francesco Zappa — музичний альбом з композицій італійського композитора Франческо Заппи, записаний сучасним американським музикантом Френком Заппа на синклавірі. Виданий  1984 року лейблом Barking Pumpkin Records. Загальна тривалість композицій становить 37 хв  : 29 с. Ідея записати такий альбом прийшла Френку Заппі завдяки знайомству зі словником Ґроува, де міститься стаття про італійського композитора, а ноти його творів вдалося знайти в бібліотеці університету Берклі. 

## Зміст альбому
1. Opus I: №1 1-а частина: Andante - 3:32
2. №1 2-а частина: Allegro Con Brio - 1:27
3. №2 1-а частина: Andantino - 2:14
4. №2 2-а частина: Minuetto Grazioso - 2:04
5. №3 1-а частина: Andantino - 1:52
6. №3 2-а частина: Presto - 1:50
7. №4 1-а частина: Andante - 2:20
8. №4 2-а частина: Allegro - 3:04
9. №5 2-а частина: Minuetto Grazioso - 2:29
10. №6 1-а частина: Largo - 2:08
11. №6 2-а частина: Minuet - 2:03
12. Opus IV: №1 1-ша частина: Andantino - 2:47
13. №1 2-а частина: Allegro Assai - 2:02
14. №2 2-а частина: Allegro Assai - 1:20
15. №3 1-а частина: Andante - 2:24
16. №3 2-а частина: Tempo Di хв uetto - 2:00
17. №4 1-а частина: Minuetto - 2:10